# Allentown (Georgia)
Allentown – miasto w Stanach Zjednoczonych, w stanie Georgia, w hrabstwie Twiggs.